# Överst-Juktan
Överst-Juktan eller Överstjuktan är en sjö i Sorsele kommun i Lappland som ingår i Umeälvens huvudavrinningsområde. Sjön är 51 meter djup, har en yta på 23,1 kvadratkilometer och befinner sig 486,1 meter över havet. Överst-Juktan ligger i Vindelfjällen Natura 2000-område och skyddas av habitat- och fågeldirektivet. Sjön avvattnas av vattendraget Juktån.

## Delavrinningsområde
Överst-Juktan ingår i delavrinningsområde (728965-152085) som SMHI kallar för Utloppet av Överstjuktan. Medelhöjden är 645 meter över havet och ytan är 134,8 kvadratkilometer. Räknas de 26 avrinningsområdena uppströms in blir den ackumulerade arean 418,08 kvadratkilometer. Juktån som avvattnar avrinningsområdet har biflödesordning 2, vilket innebär att vattnet flödar genom totalt 2 vattendrag innan det når havet efter 348 kilometer. Avrinningsområdet består mestadels av skog (63 procent) och kalfjäll (17 procent). Avrinningsområdet har 23,53 kvadratkilometer vattenytor vilket ger det en sjöprocent på 17,4 procent.

## Bebyggelse
Det första nybygget vid Överst-Juktan var Åkernäs, som insynades 1848 av samen Lars Mårtensson. Tillsammans med Viktoriakyrkan utgör Åkernäs riksintresse för kulturmiljövård. I övrigt är bebyggelsen vid Överst-Juktan sparsam, men utgörs bland annat av Skirknäs, Holmvik, Ájvák och Slätvik. Endast Åkernäs och Skirknäs har vägförbindelse.

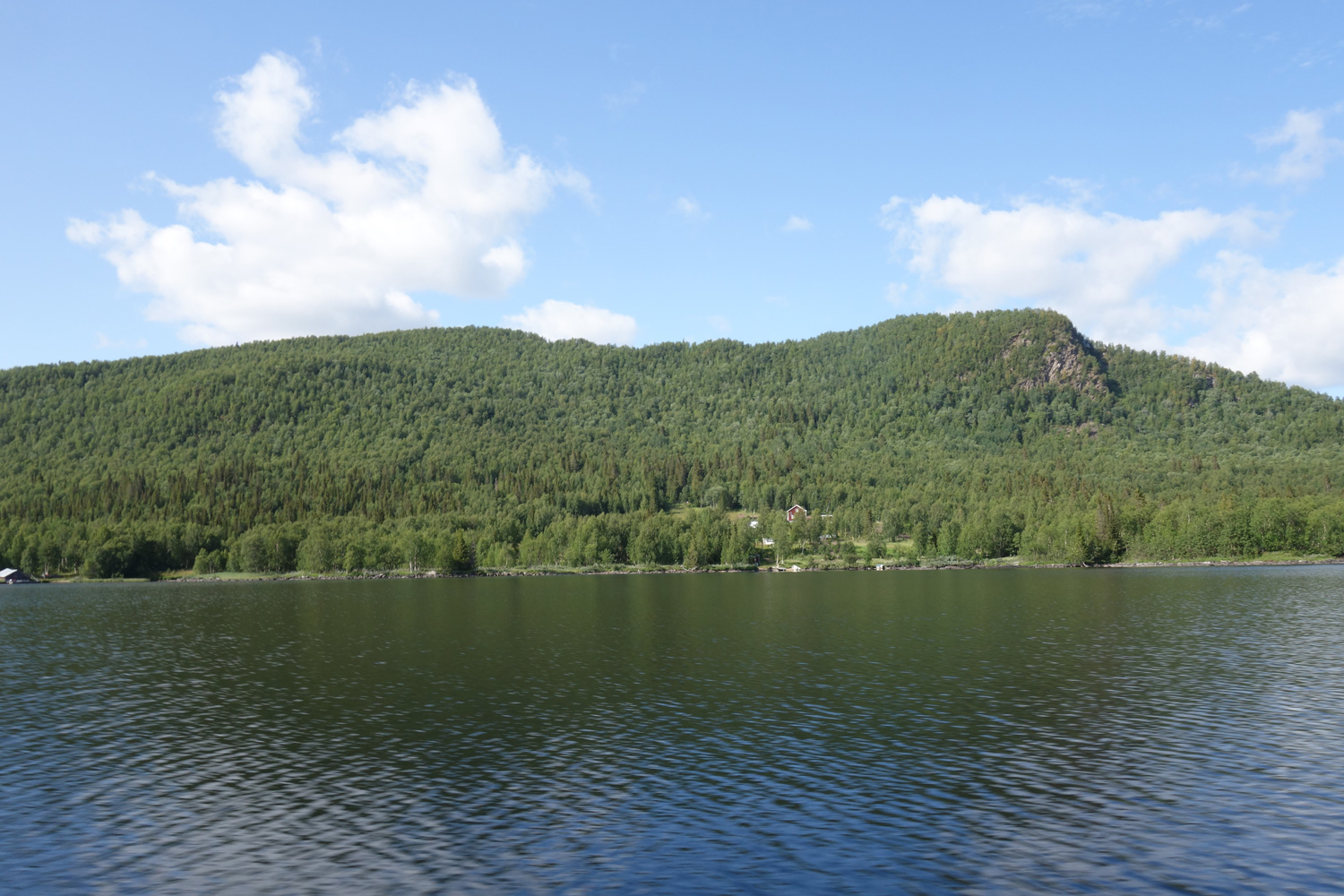
Slätvik vid Överst-Juktans översta del. Bakom ligger berget Storhobben.
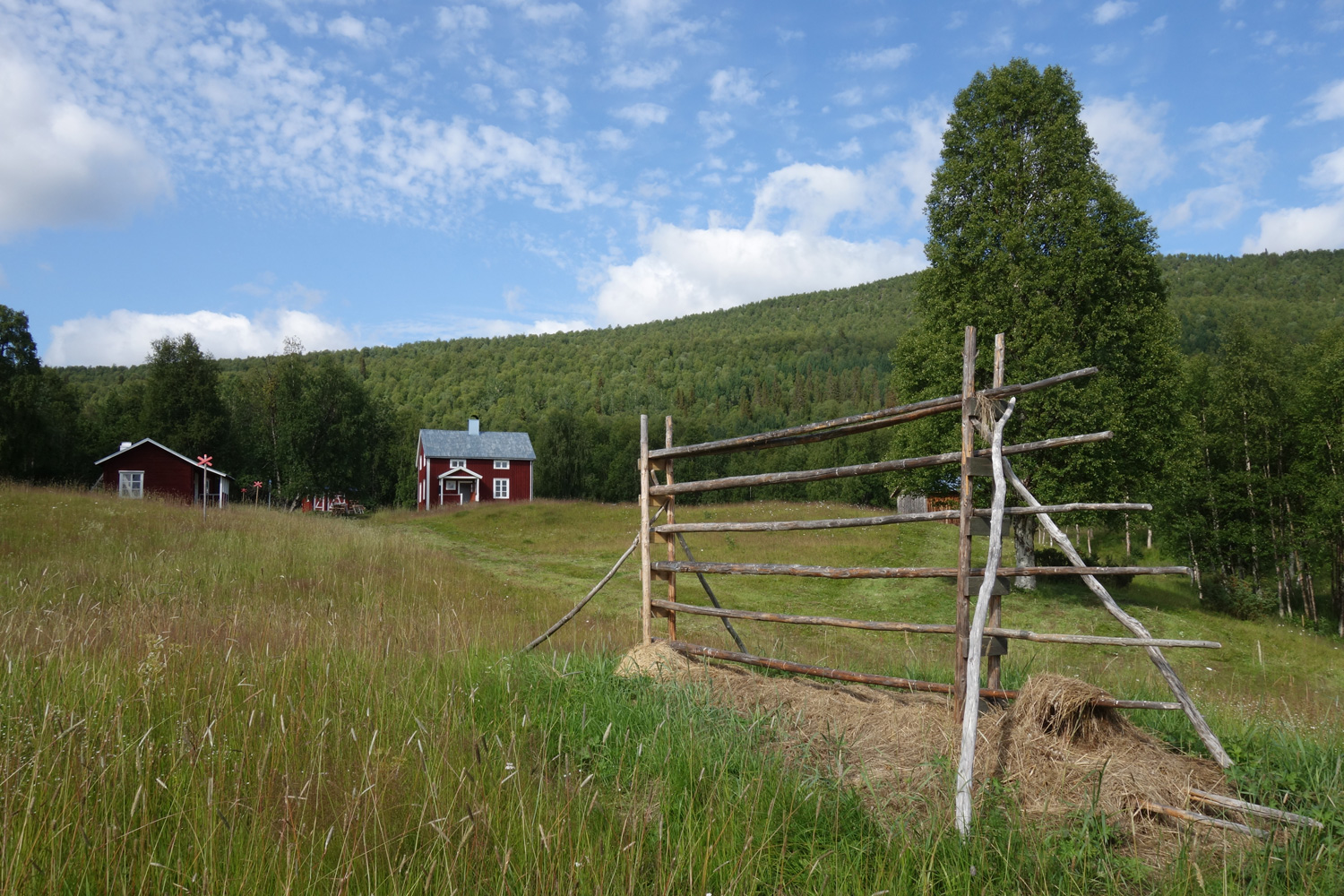
Ájvák strax öster om Slätvik.
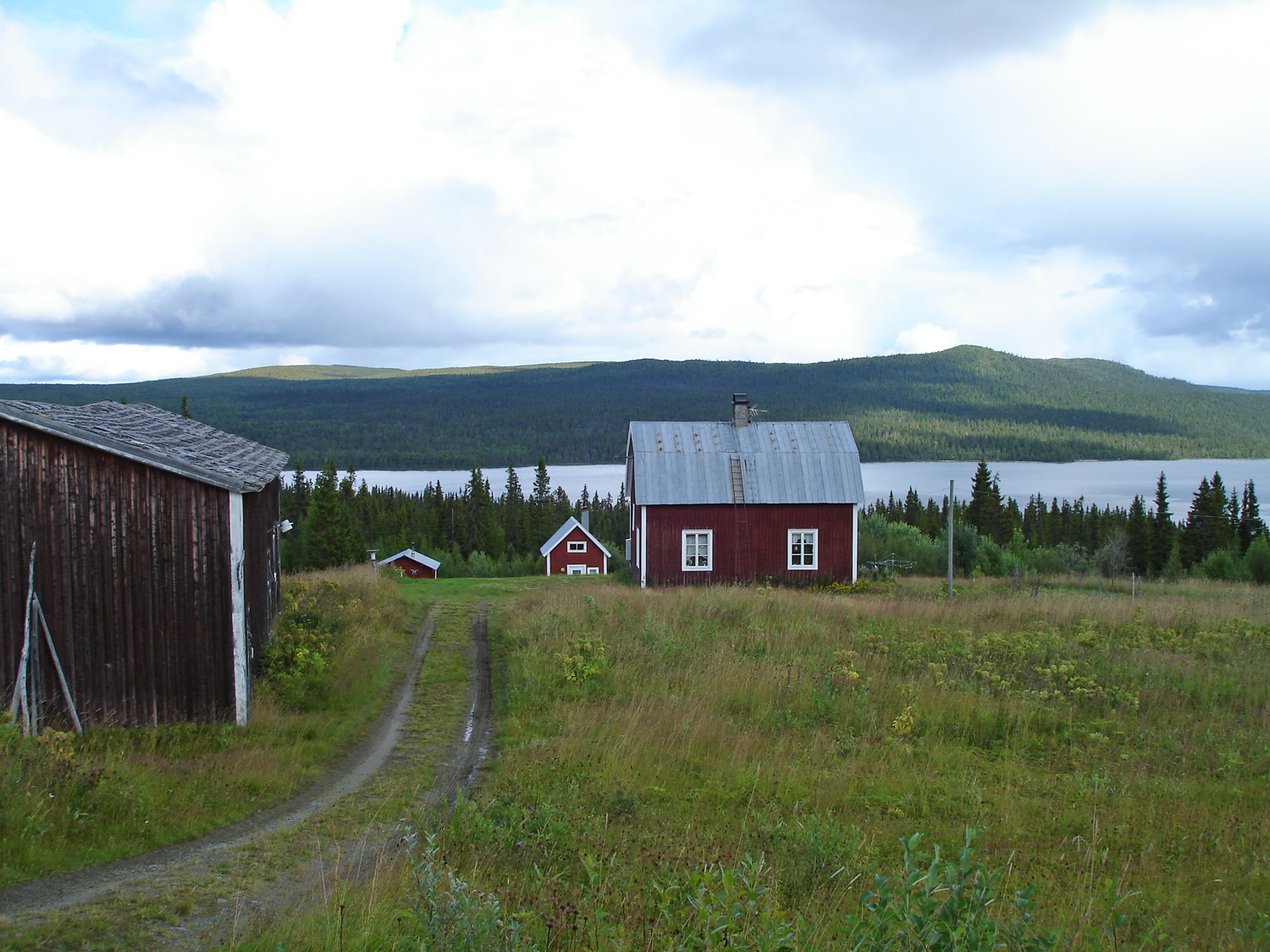
Skirknäs, en av de bosättningar som ligger vid väg.
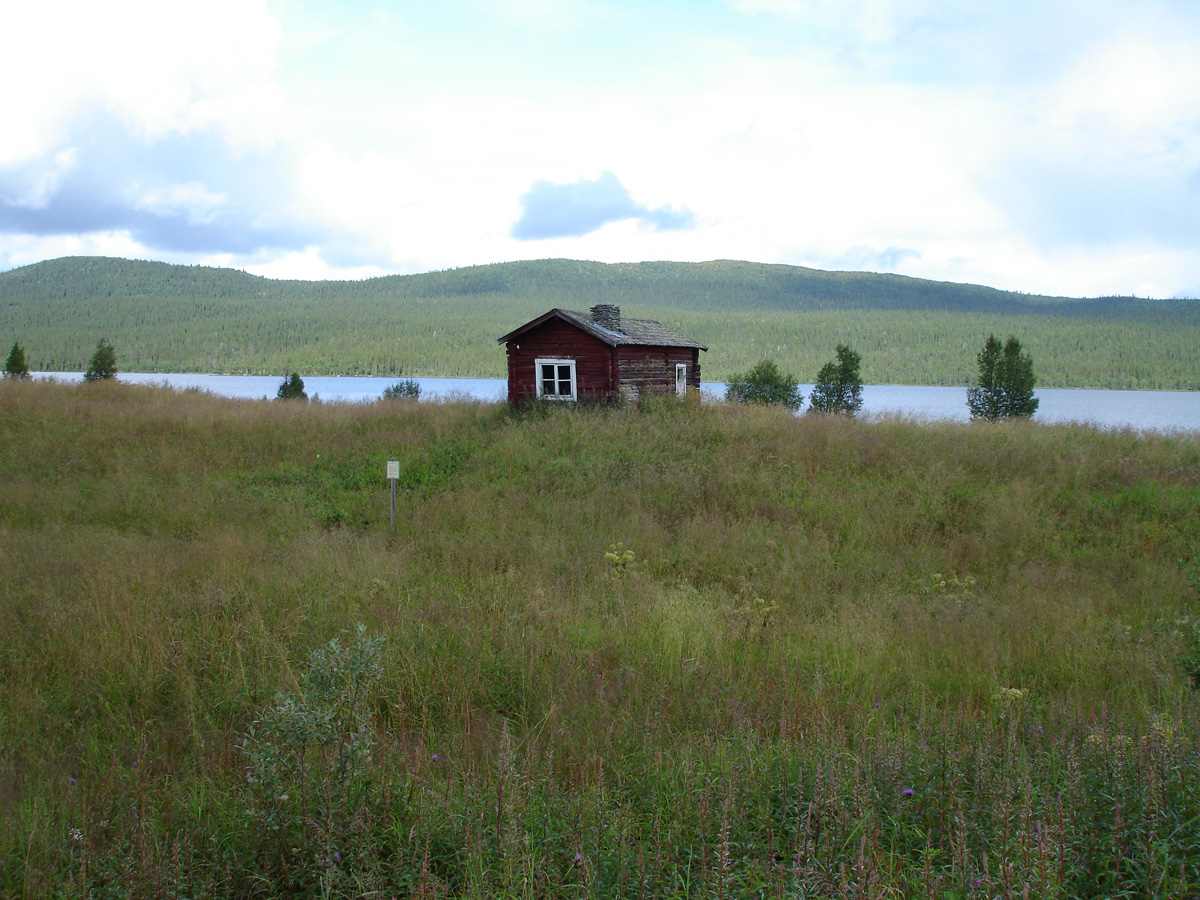
Den äldsta stugan i Åkernäs, som är av riksintresse för kulturmiljövården.

## Fiske
Överst-Juktan är näst efter Virisen den största oreglerade rödingsjön i Västerbottens län. Även öring fångas. Kanadaröding och Harr förekommer också